# Saint-Maxire
Saint-Maxire est une commune du Centre-Ouest de la France située dans le département des Deux-Sèvres en région Nouvelle-Aquitaine.

## Géographie
La commune de Saint-maxire est située à moins de 10 kilomètres au nord de la ville de Niort. Elle est bordée par la Sèvre niortaise formant une vallée verte et entourée de plaines céréalières.

### Localisation et communes limitrophes
| Faye-sur-Ardin     |              | Sainte-Ouenne |
| Villiers-en-Plaine | Saint-Maxire | Échiré        |
| Saint Rémy         | Sciecq       |               |

### Climat
Pour des articles plus généraux, voir Climat de la Nouvelle-Aquitaine et Climat des Deux-Sèvres.
Historiquement, la commune est exposée à un climat océanique du nord-ouest.
En 2020, Météo-France publie une typologie des climats de la France métropolitaine dans laquelle la commune est exposée à un climat océanique et est dans la région climatique  Poitou-Charentes, caractérisée par un bon ensoleillement, particulièrement en été et des vents modérés.
Pour la période 1971-2000, la température annuelle moyenne est de 12 °C, avec une amplitude thermique annuelle de 14,2 °C. Le cumul annuel moyen de précipitations est de 895 mm, avec 12,7 jours de précipitations en janvier et 6,9 jours en juillet. Pour la période 1991-2020, la température moyenne annuelle observée sur la station météorologique la plus proche, située sur la commune de Surin à 7 km à vol d'oiseau, est de 12,9 °C et le cumul annuel moyen de précipitations est de 936,5 mm,. Pour l'avenir, les paramètres climatiques de la commune estimés pour 2050 selon différents scénarios d’émission de gaz à effet de serre sont consultables sur un site dédié publié par Météo-France en novembre 2022.

## Urbanisme

### Typologie
Au 1er janvier 2024, Saint-Maxire est catégorisée commune rurale à habitat dispersé, selon la nouvelle grille communale de densité à sept niveaux définie par l'Insee en 2022.
Elle est située hors unité urbaine. Par ailleurs la commune fait partie de l'aire d'attraction de Niort, dont elle est une commune de la couronne,. Cette aire, qui regroupe 91 communes, est catégorisée dans les aires de 50 000 à moins de 200 000 habitants,.

### Occupation des sols
L'occupation des sols de la commune, telle qu'elle ressort de la base de données européenne d’occupation biophysique des sols Corine Land Cover (CLC), est marquée par l'importance des territoires agricoles (93,9 % en 2018), une proportion identique à celle de 1990 (93,9 %). La répartition détaillée en 2018 est la suivante : 
terres arables (61,4 %), prairies (16,4 %), zones agricoles hétérogènes (16,2 %), zones urbanisées (6 %). L'évolution de l’occupation des sols de la commune et de ses infrastructures peut être observée sur les différentes représentations cartographiques du territoire : la carte de Cassini (XVIIIe siècle), la carte d'état-major (1820-1866) et les cartes ou photos aériennes de l'IGN pour la période actuelle (1950 à aujourd'hui).

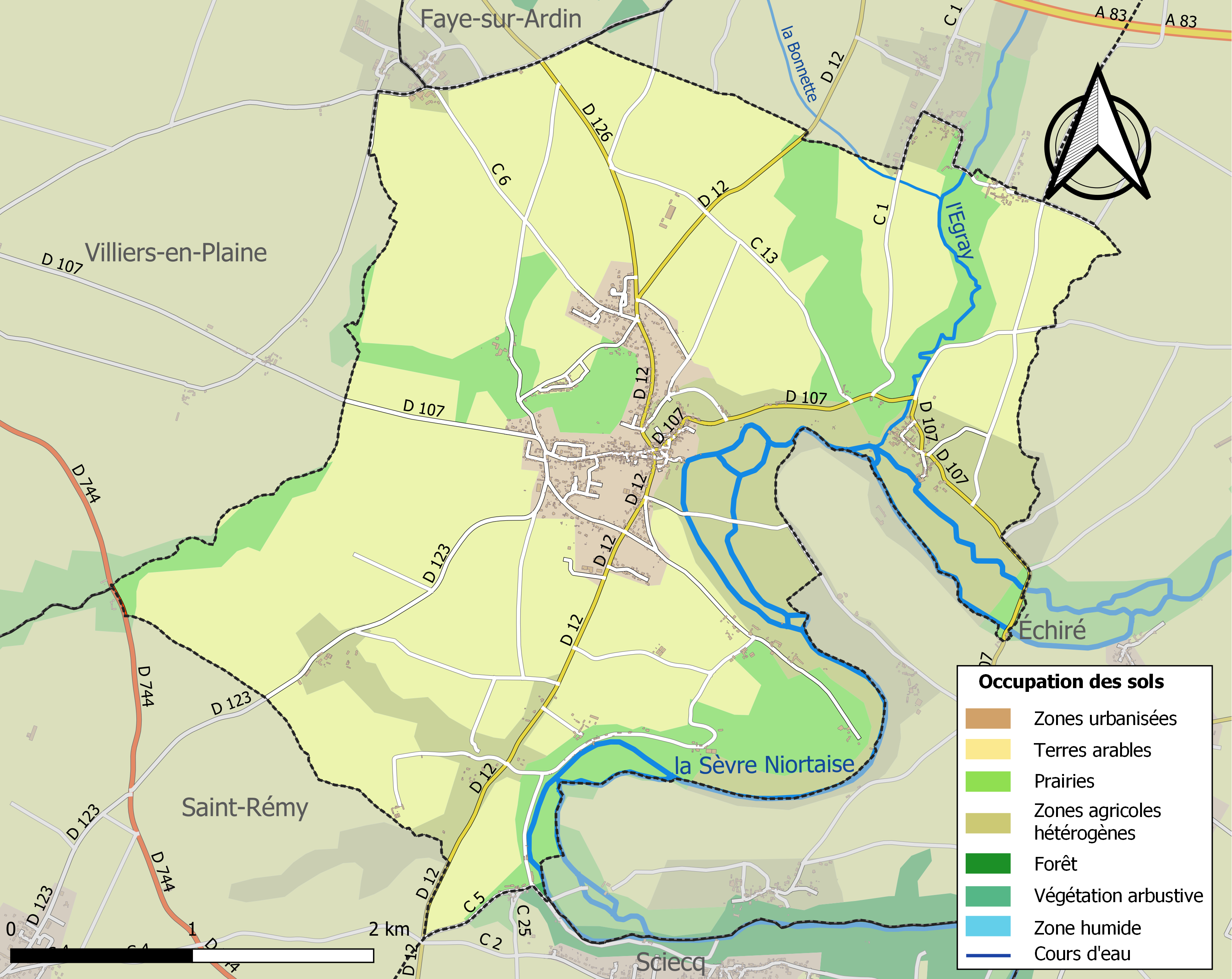
Carte des infrastructures et de l'occupation des sols de la commune en 2018 (CLC).

### Risques majeurs
Le territoire de la commune de Saint-Maxire est vulnérable à différents aléas naturels : météorologiques (tempête, orage, neige, grand froid, canicule ou sécheresse), inondations, mouvements de terrains et séisme (sismicité modérée). Il est également exposé à deux risques technologiques, le transport de matières dangereuses et la rupture d'un barrage. Un site publié par le BRGM permet d'évaluer simplement et rapidement les risques d'un bien localisé soit par son adresse soit par le numéro de sa parcelle.

#### Risques naturels
Certaines parties du territoire communal sont susceptibles d’être affectées par le risque d’inondation par débordement de cours d'eau, notamment la Sèvre Niortaise et l'Égray. La commune a été reconnue en état de catastrophe naturelle au titre des dommages causés par les inondations et coulées de boue survenues en 1982, 1983, 1993, 1995, 1999 et 2010,. Le risque inondation est pris en compte dans l'aménagement du territoire de la commune par le biais du plan de prévention des risques inondation (PPRI) de la « Vallée de la Sèvre Niortaise amont », approuvé le 21 mars 2017, dont le périmètre regroupe 17 communes.

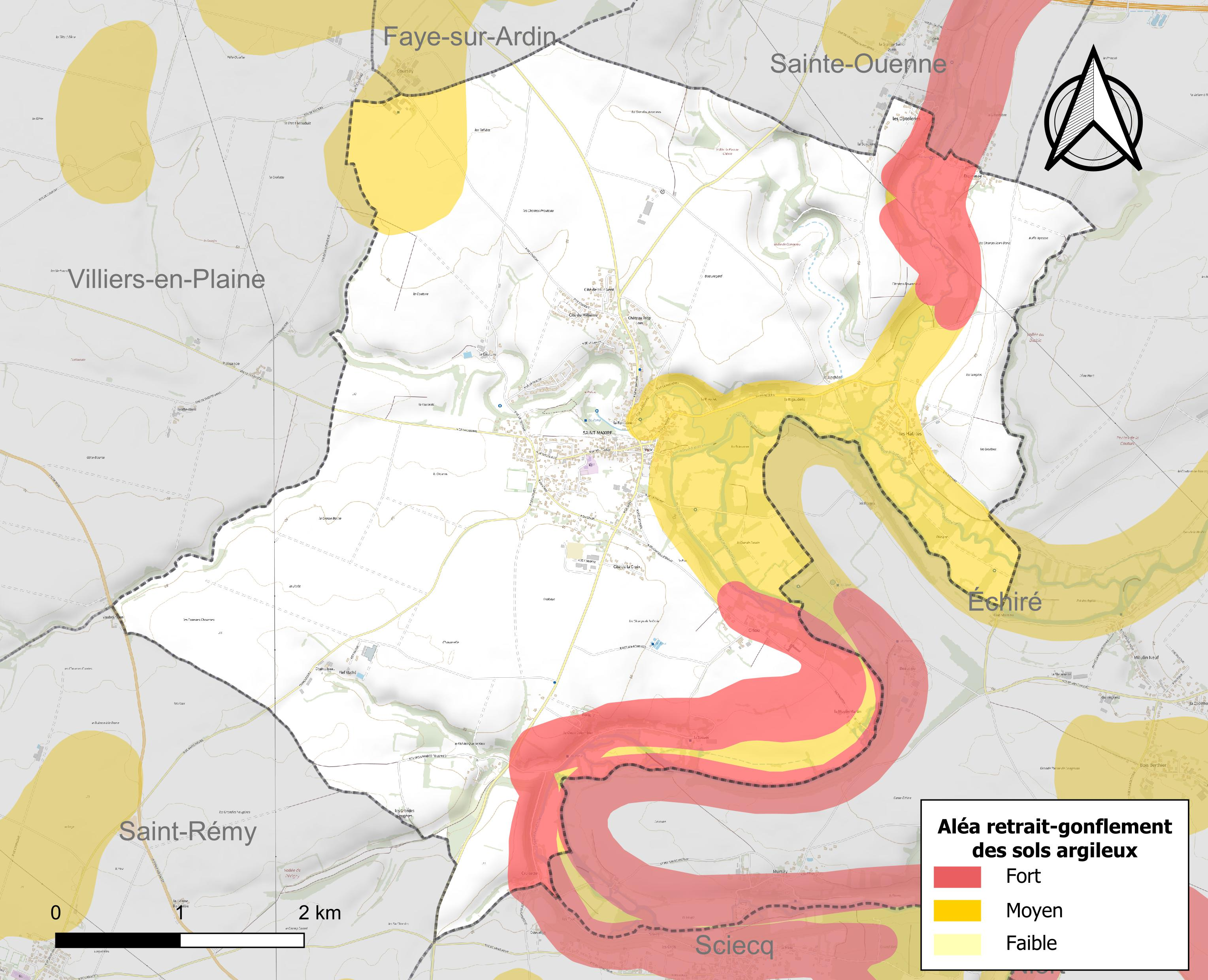
Carte des zones d'aléa retrait-gonflement des sols argileux de Saint-Maxire.

Les mouvements de terrains susceptibles de se produire sur la commune sont des tassements différentiels. Le retrait-gonflement des sols argileux est susceptible d'engendrer des dommages importants aux bâtiments en cas d’alternance de périodes de sécheresse et de pluie. 25,9 % de la superficie communale est en aléa moyen ou fort (54,9 % au niveau départemental et 48,5 % au niveau national). Depuis le 1er octobre 2020, en application de la loi ELAN, différentes contraintes s'imposent aux vendeurs, maîtres d'ouvrages ou constructeurs de biens situés dans une zone classée en aléa moyen ou fort,.
La commune a été reconnue en état de catastrophe naturelle au titre des dommages causés par la sécheresse en 2011 et par des mouvements de terrain en 1999 et 2010.

#### Risque technologique
La commune est en outre située en aval du barrage de la Touche Poupard, un ouvrage de classe A mis en service en 1995 sur le cours d’eau le Chambon, affluent de la Sèvre Niortaise. À ce titre elle est susceptible d’être touchée par l’onde de submersion consécutive à la rupture de cet ouvrage.

## Histoire
En l'an 1000, Saint-Maxire s'appelait : Ecclesia Sancti Mascilliii, puis en 1390, Ecclesia Sancti Mascilliii devient St. Macire. Pour finalement devenir en 1395 : Saint-Maxire, probablement dû à la déformation de Saint Mathias.
Franchissant, au-dessous du bourg, les deux bras de la Sèvre, la voie romaine dite de la Bissètre partant de Rome, établit le plus souvent sur une levée, traversait la paroisse d'est en ouest. Les armées l'empruntèrent jusqu'en 1622.
En 1738, lors de la visite de l'évêque de la Rochelle, on ne signalait plus dans la paroisse qu'une seule famille de protestants. En 1793, au  cours de la réunion des administrateurs du département, le président Piet Berton Chambelle adressa un blâme aux habitants de Saint-Maxire « ils ont pour la plus part -déclara-t-il- la cocarde dans leur poche et ils n'ont pas encore planté l'arbre de la liberté ». Ce rappel à l'ordre fut presque immédiatement entendu.

## Héraldique
| Blason | Blasonnement : De sinople aux douze croissants versés d’argent ordonnés 4431 soutenus d’une lettre M capitale du Même. |

## Administration
| Période | Période  | Identité          | Étiquette | Qualité                                                        |
| ------- | -------- | ----------------- | --------- | -------------------------------------------------------------- |
| 1977    | 1983     | Charles Gilbert   |           |                                                                |
| 1983    | 1995     | Didier Groux      | PS        |                                                                |
| 1995    | 2008     | James Largeau     |           |                                                                |
| 2008    | En cours | Christian Brémaud | DVG       | Fonctionnaire 9e vice-président de la CA du Niortais (2020 → ) |

Équipements :
- salles des fêtes
- école publique maternelle et primaire
- stade
- gymnase

## Population et société

### Démographie
L'évolution du nombre d'habitants est connue à travers les recensements de la population effectués dans la commune depuis 1793. Pour les communes de moins de 10 000 habitants, une enquête de recensement portant sur toute la population est réalisée tous les cinq ans, les populations de référence des années intermédiaires étant quant à elles estimées par interpolation ou extrapolation. Pour la commune, le premier recensement exhaustif entrant dans le cadre du nouveau dispositif a été réalisé en 2005.

En 2022, la commune comptait 1 316 habitants, en évolution de +2,09 % par rapport à 2016 (Deux-Sèvres : +0,18 %, France hors Mayotte : +2,11 %).
| 1793 | 1800 | 1806 | 1821 | 1831 | 1836 | 1841 | 1846 | 1851 |
| ---- | ---- | ---- | ---- | ---- | ---- | ---- | ---- | ---- |
| 725  | 706  | 659  | 774  | 790  | 864  | 892  | 883  | 849  |

| 1856 | 1861 | 1866 | 1872 | 1876 | 1881 | 1886 | 1891 | 1896 |
| ---- | ---- | ---- | ---- | ---- | ---- | ---- | ---- | ---- |
| 875  | 851  | 854  | 846  | 817  | 793  | 805  | 801  | 797  |

| 1901 | 1906 | 1911 | 1921 | 1926 | 1931 | 1936 | 1946 | 1954 |
| ---- | ---- | ---- | ---- | ---- | ---- | ---- | ---- | ---- |
| 782  | 782  | 750  | 668  | 644  | 636  | 639  | 699  | 648  |

| 1962 | 1968 | 1975 | 1982 | 1990  | 1999  | 2005  | 2006  | 2010  |
| ---- | ---- | ---- | ---- | ----- | ----- | ----- | ----- | ----- |
| 723  | 672  | 724  | 894  | 1 057 | 1 124 | 1 138 | 1 123 | 1 131 |

| 2015  | 2020  | 2022  | - | - | - | - | - | - |
| ----- | ----- | ----- | - | - | - | - | - | - |
| 1 272 | 1 308 | 1 316 | - | - | - | - | - | - |

## Lieux et monuments
- L'église Saint-Mathias de Saint-Maxire du XIXe siècle.
- Trois lavoirs restaurés.

## Événements
- La fête des Bateaux Fleuris est depuis soixante-dix ans[29], un évènement important de la commune. Depuis 1942, elle rassemble chaque dernier dimanche de juillet plus de 6 000 personnes sur les rives de la Sèvre.
- Les 10 bornes de Saint-Maxire est une épreuve sportive qui a lieu le 1er samedi de septembre[30].

## Jumelages
- Saint-Pandelon (France) depuis 2013[31].

## Personnalités liées à la commune
- Henri Lemaître (1894-1935), aviateur français, est mort à Saint-Maxire.